# Paripás
Paripás (szerbül Ратково / Ratkovo, németül Parabutsch) falu Szerbiában, a Vajdaságban, a Nyugat-bácskai körzetben, Hódság községben.
1945-ig a falu lakosainak körülbelül a 75 százaléka német nemzetiségű volt, a többi szerb. A második világháború után a német lakosságot deportálták, helyükbe szerbeket telepítettek. A német lakosság katolikus vallású volt, Nepomuki Szent János tiszteletére szentelt templomuk az ilyen felekezetű hívők hiánya miatt kitelepítésük óta elhagyatott állapotban van.

## Népesség

### Demográfiai változások
| 1948 | 1953 | 1961 | 1971 | 1981 | 1991 | 2002 | 2011 |
| ---- | ---- | ---- | ---- | ---- | ---- | ---- | ---- |
| 4835 | 4904 | 5266 | 4684 | 4337 | 4114 | 4118 | 3411 |

## Híres emberek
- Itt született 1898. június 19-én Eisemann Mihály magyar zeneszerző, karmester

## Képek

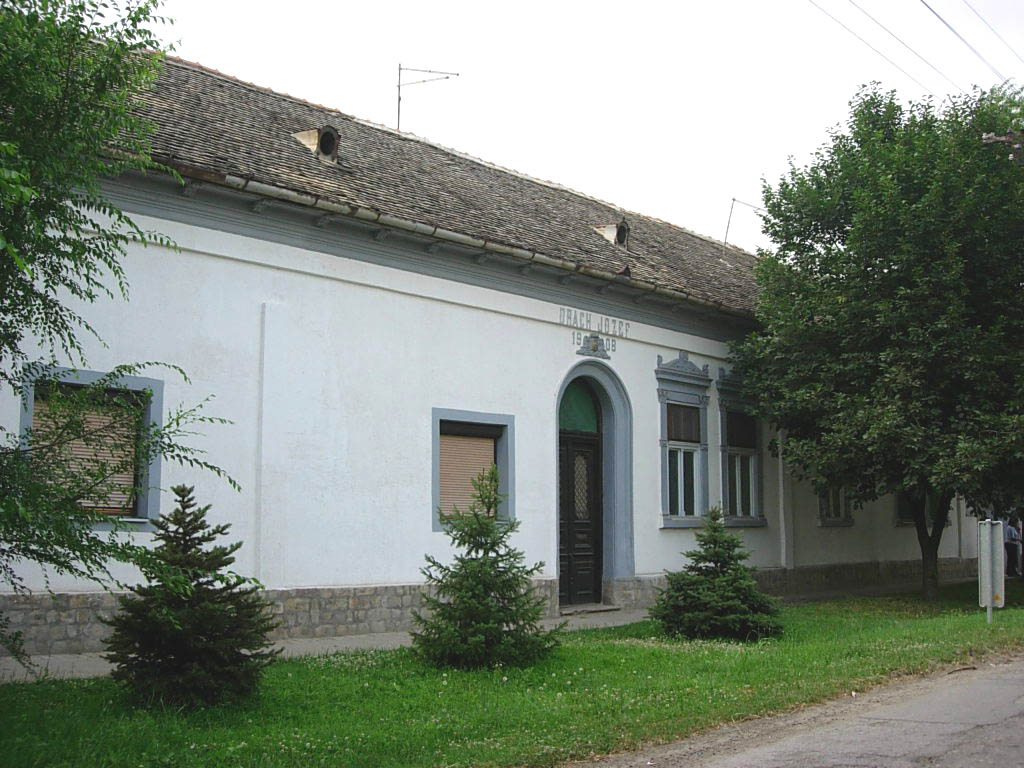
Régi német polgárház
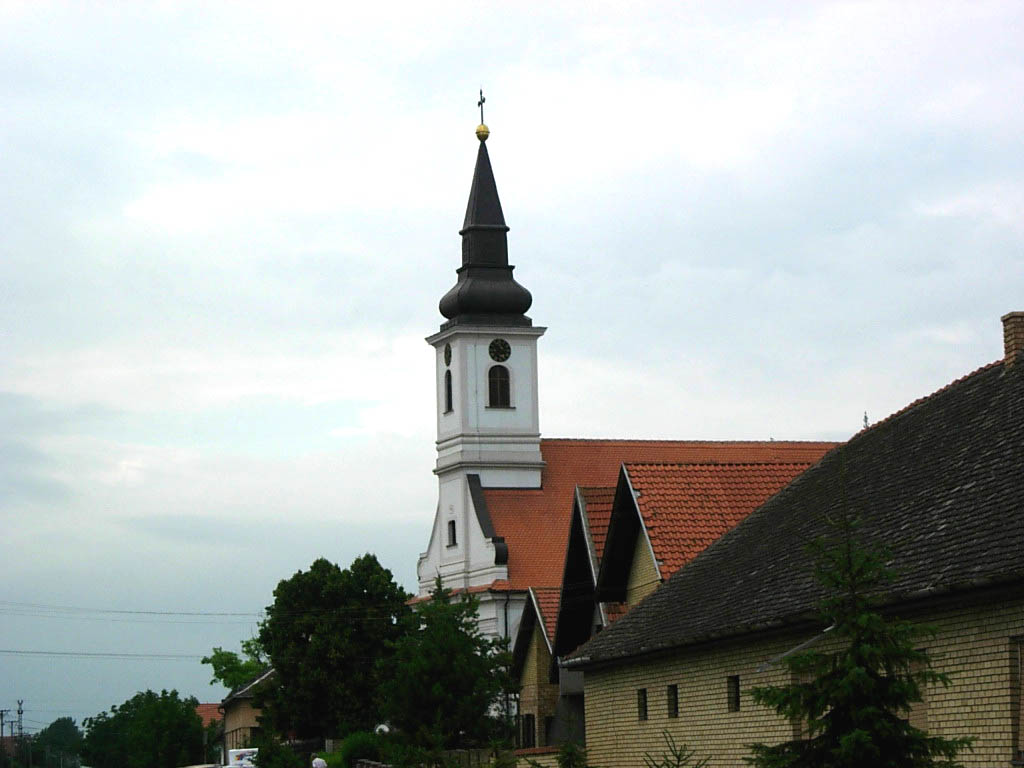
Az ortodox templom
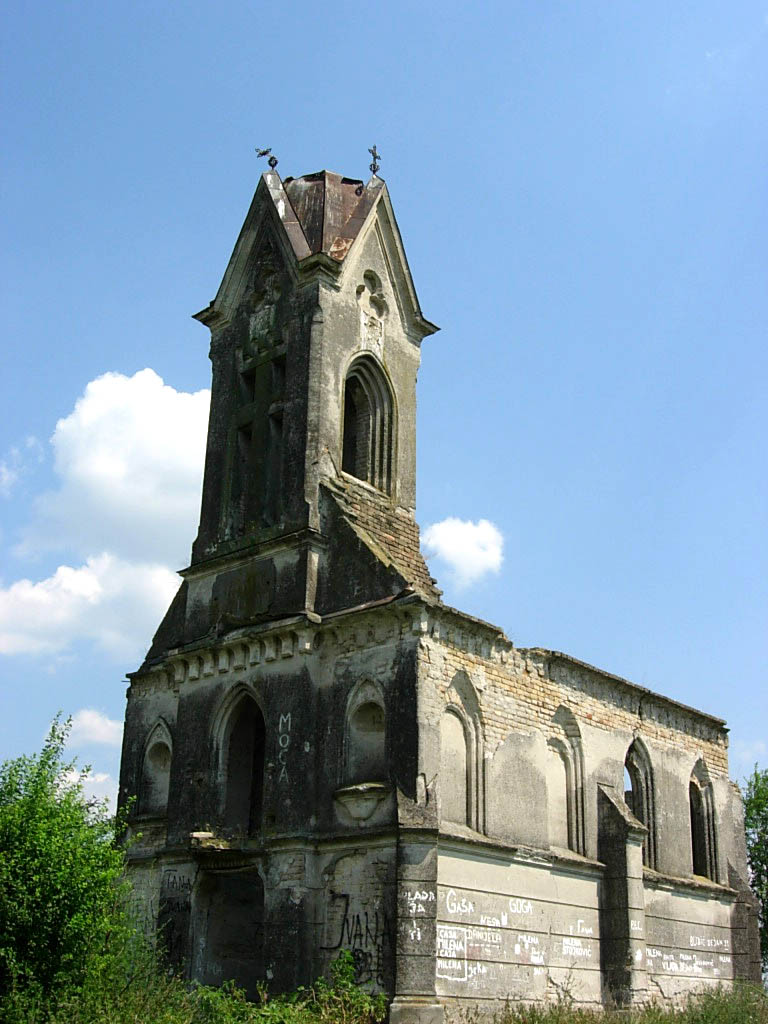
A katasztrofális állapotban lévő, Szent József tiszteletére szentelt temetőkápolna a római katolikus temetőben
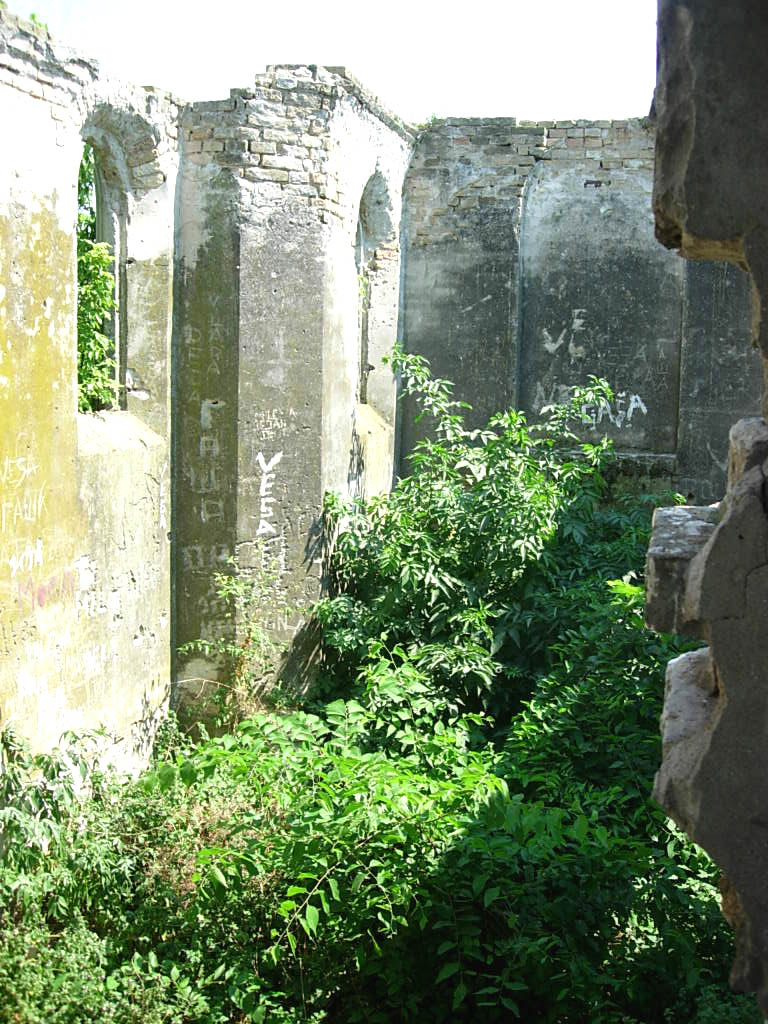
A kápolna belseje
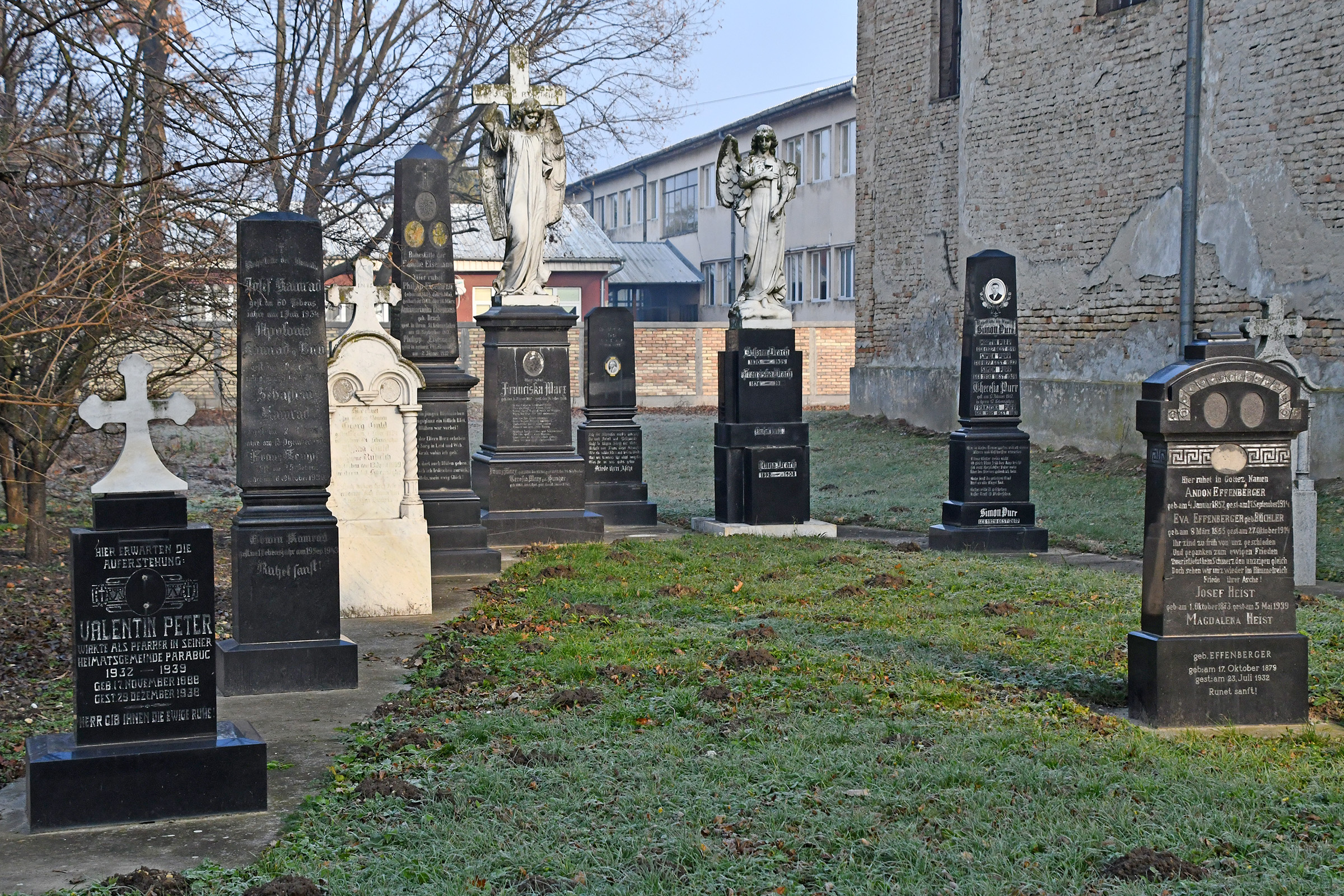
Régi emlékmű és sírkövek a katolikus templomkertben
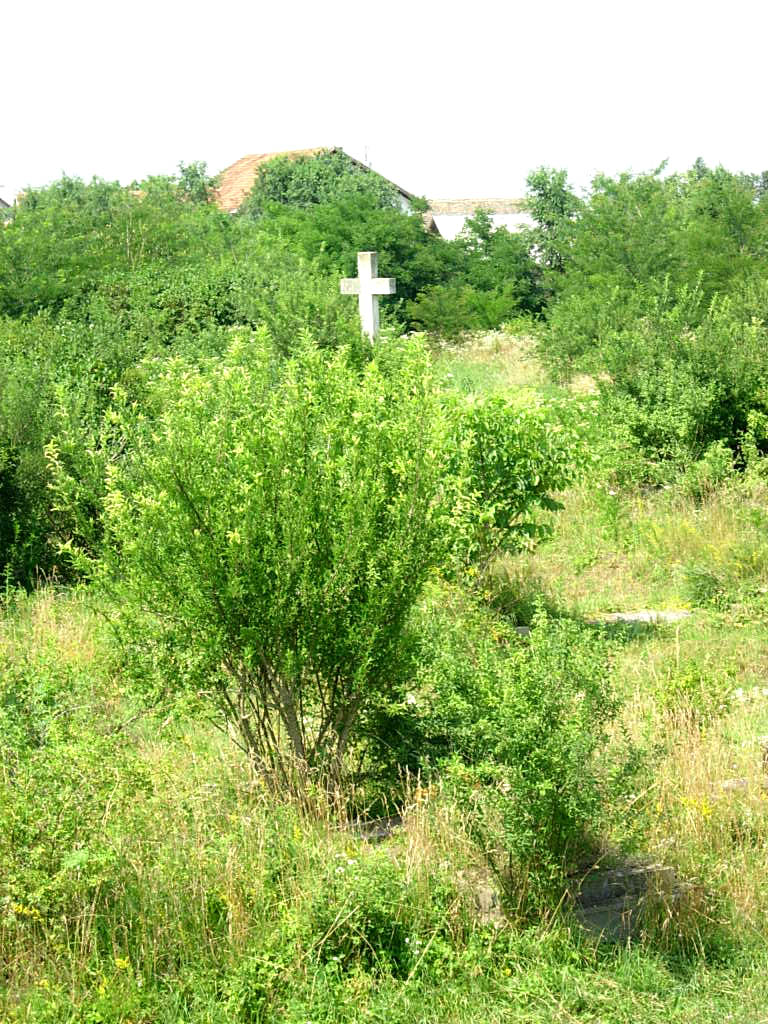
A katolikus temető ma